# Buddha (demo av blink-182)
Buddha är ett musikalbum med Blink-182, släppt 1993.

## Låtar på albumet
1. Carousel
2. T.V.
3. Strings
4. Fentoolzer
5. Time
6. Romeo & Rebecca
7. 21 Days
8. Somtimes
9. Point Of View
10. My Pet Sally
11. Reebok Commercial
12. Toast & Bananas
13. The Girl Next Door
14. Don't